# Courneilley
Courneilley oder Corneilley ist ein Dorf in der Gemeinde Sanguinet im französischen Département Landes in der Region Nouvelle-Aquitaine. Das Dorf liegt zwischen den Kleinstädten Lugos und Sanguinet, etwa 30 Kilometer östlich der Atlantikküste.
Koordinaten: 44° 28′ N, 1° 1′ W